# Óspanyol nyelv
Az ókasztíliai, óspanyol vagy középkori spanyol nyelvet (spanyolul castellano/español antiguo/medieval, korabeli elnevezéssel román paladino, vagyis az „érthető latin”) nagyjából a 10. és a 15. század között beszélték. Az óspanyol és a modern spanyol közötti választóvonalnak a 16–17. században végbement fonetikai átalakulás tekinthető, amely során a középkori spanyol mássalhangzórendszer – amely csaknem azonos volt a vulgáris latinéval – lényegesen leegyszerűsödött (ezt a korszakot hívjuk középspanyol vagy klasszikus korszaknak, amelyre az irodalom felvirágzása volt jellemző).

## Hangtan és helyesírás
A középkori spanyolban még voltak olyan hangok és betűk, amelyek a modern spanyolban már nincsenek meg, ez főként a sziszegő és a réshangokra jellemző. A főbb eltérések a mai spanyoltól az alábbiak voltak.

### Kiejtés
- c – k-nak ejtették (csak a, o, u és mássalhangzó előtt használták).
- ç – magyar c-nek hangzott (pl. creçer, ma: crecer). A mai nyelvben e, i előtt c-t, máskor z-t írnak helyette.
- f – hangértéke bizonytalan, elképzelhető, hogy hehezettel ejtették (vö. óspanyol fablar > spanyol hablar).
- g – e és i előtt magyar zs-nek, máskor g-nek ejtették.
- h – valószínűleg már nem ejtették.
- j – magyar zs-nek felelt meg.
- s – magánhangzók között z-nek hangzott. Az sz hangot ebben az esetben az -ss- jelölte.
- v – mindig v szerűen ejtették [β~v] (vitatott, hogy létezett-e valaha labiodentális ejtése).
- x – magyar s hangot jelölt (pl. dixo, ma: dijo).
- y – az óspanyolban gyakran y-t írtak i helyett (pl. myo, yfante, ma: mío, infante).
- z – magyar dz-nek ejtették, mint az edz szóban. Ma e, i előtt c-t írnak helyette.
- A modern spanyolhoz hasonlóan a b, d, g hangokat magánhangzók között lazán ejtették.

### Rövidülés
Az óspanyol nyelv egyik jellegzetessége volt, hogy a szó utolsó magánhangzóját, de legfőképpen az -e hangot (olykor az utolsó szótagot), gyakran elhagyták – például cort(e), noch(e), en(de), dont (donde), grant (grande), fezist(e) stb. A mai spanyolban ez a rövidülés csak a -d, -l, -n, -r, -s, -z (eredetileg -de, -le, -ne, -re, -se, -ce) végű szavakban állandósult, a többi csak magánhangzóra végződhet.

### Helyesírás
A helyesírás nem volt egységes, sokszor következetlen is volt – lévén, hogy még nem létezett a nyelv szabályozása –, így bizonyos szavak más-más írásképpel is előfordulhattak, még ugyanabban a műben is. Egyes betűk hangértéke bizonytalan, például az f-et sok szóban valószínűleg inkább gyenge hehezetként ejthették, amelyet írásban csak később váltott fel a h (erre az egyik bizonyíték, hogy az arab eredetű hasta elöljárószó még fasta alakban fordul elő a középkori irodalomban); ugyanakkor az [f] hangot az ff digráf is jelölte. Szintén megoszlanak a vélemények arról, hogy a v bilabiális vagy labiodentális hangot jelölt-e.

## Nyelvtan
A középkori spanyol nyelvtan alapvetően nem tért el a mai nyelvhasználattól, így a korabeli szövegek – a szókincset leszámítva – jól érthetőek. Eltérés a mai nyelvhasználathoz képest, hogy a régi spanyolban a hangsúlytalan személyes névmást gyakran az ige után tették, azzal egybeírva: például díxole „mondta neki” (ma: le dijo). Az óspanyolban még használták a kötőmód jövőidőit, illetve a kijelentő mód befejezett régmúltját (pretérito anterior). A mai -áis, -éis, -ís igealakoknak még -ades, -edes, -ides felelt meg. A birtoklást nem a tener, hanem az aver (ma: haber) igével fejezték ki. A személyes névmások közül a nosotros, vosotros, os helyett az archaikus nós, vós, vos névmásokat használták, amelyek a con elöljáróval rendhagyó alakot képeztek: connusco, convusco.

## Szókincs
Egy nyelvet, így szókincsét is, a folyamatos változás jellemzi: a régies alakok előbb-utóbb kivesznek, helyettük új szavak honosodnak meg. Nem történt ez másképp a spanyol esetében sem, ugyanakkor megfigyelhető egy ezzel ellentétes folyamat is: a középkori spanyolban számos szó egyszerűbb alakjában fordult elő, mint a mai spanyolban, ugyanis a nyelvújítás és a sztenderdizálási folyamat során a művelt nyelvhasználatra való törekvéssel „visszalatinosították” a szavakat. Ennek eredményeképpen viszont fennmaradtak olyan szópárok, amelyek a mai nyelvben az egyszerűbb, illetve a műveltebb formában is előfordulnak, más-más jelentésben. Az alábbi táblázatban látható néhány példa az óspanyol–spanyol szómegfelelésekre.
| Latin                                   | Ókasztíliai                           | Modern spanyol                                                                  |
| --------------------------------------- | ------------------------------------- | ------------------------------------------------------------------------------- |
| acceptare, captare, effectus, respectus | acetar, catar, efeto, respeto         | aceptar, captar, efecto, respecto „tekintet, vonatkozás” és respeto „tisztelet” |
| et, non, nos, hic                       | e, et; non, no; nós; í                | y, e; no; nosotros; ahí                                                         |
| stabat; habui, habebat; facere, fecisti | estava; ove, avié; far/fazer, feziste | estaba; hube, había; hacer, hiciste                                             |
| hominem, mulier, infans                 | omne; mugier, muger; ifante           | hombre, mujer, infante                                                          |
| cras, mane (maneana); nunquam           | cras, man, mañana; nunqua             | mañana, nunca                                                                   |
| quando, quid, qui (quem), quo modo      | quando, que, qui, commo               | cuando, que, quien, como                                                        |

## Óspanyol irodalom
Az óspanyol nyelvű irodalom egyetlen jelentős ránk maradt műve a névtelen szerzőtől származó, Cantar de Mio Çid vagy – magyar forrásokban – Cid-ének címen ismert terjedelmes (több mint 3700 soros) hősi eposz, vélhetően a 12. század végéről, amely Rodrigo Díaz de Vivar – ragadványnevén el Cid Campeador, a Reconquista kiemelkedő harcosa – az arabok ellen küzdő spanyol nemzeti hős történetét beszéli el. A mű egyben az első legjelentősebb összefüggő kasztíliai spanyol nyelvemlék.

### Részlet a Cid-eposzból
Az első oszlopban a költemény 330–365. sora – egy ima – látható. A második oszlopban a mai nyelvnek megfelelő átírás olvasható.
| –Ya Señor glorioso, Padre que en çielo estás, Fezist çielo e tierra, el terçero el mar, Fezist estrellas e luna, e el sol pora escalentar, Prisist encarnaçión en Santa María madre, En Beleem apareçist, commo fue tu veluntad, Pastores te glorificaron, oviéronte a laudare, Tres reyes de Arabia te vinieron adorar, Melchior e Gaspar e Baltasar, oro e tus e mirra Te ofreçieron, commo fue tu veluntad. Salvest a Jonás quando cayó en la mar, Salvest a Daniel con los leones en la mala cárçel, Salvest dentro en Roma al señor San Sabastián, Salvest a Santa Susaña del falso criminal, Por tierra andidiste treinta e dos años, Señor spirital, Mostrando los miráclos, por én avemos qué fablar, Del agua fezist vino e de la piedra pan, Resuçitest a Lázaro, ca fue tu voluntad, A los judíos te dexeste prender, do dizen monte Calvarie Pusiéronte en cruz, por nombre en Golgotá, Dos ladrones contigo, éstos de señas partes, El uno es en paraíso, ca el otro non entró allá, Estando en la cruz vertud fezist muy grant, Longinos era çiego, que nunquas vio alguandre, Diot’ con la lança en el costado, dont ixió la sangre, Corrió la sangre por el astil ayuso, las manos se ovo de untar, Alçólas arriba, llególas a la faz, Abrió sos ojos, cató a todas partes, En ti crovo al ora, por end es salvo de mal. En el monumento resuçitest e fust a los infiernos, Commo fue tu voluntad, Quebranteste las puertas e saqueste los padres santos. Tú eres rey de los reyes e de tod el mundo padre, A ti adoro e creo de toda voluntad, E ruego a San Peidro que me ajude a rogar Por mio Çid el Campeador, que Dios le curie de mal, Quando oy nos partimos, en vida nos faz juntar.– | –Oh, Señor glorioso, Padre que en cielo estás, Hiciste cielo y tierra, el tercero el mar, Hiciste estrellas y luna, y el sol para calentar, Te encarnaste en Santa María madre, En Belén apareciste, como fue tu voluntad, Pastores te glorificaron, te tuvieron que alabar, Tres reyes de Arabia te vinieron a adorar, Melchor y Gaspar y Baltasar, oro e incienso y mirra Te ofrecieron, como fue tu voluntad. Salvaste a Jonás cuando cayó en la mar, Salvaste a Daniel con los leones en la mala cárcel, Salvaste dentro de Roma al señor San Sebastián, Salvaste a Santa Susana del falso criminal, Por tierra anduviste treinta y dos años, Señor espiritual, Mostrando los milagros, por ende tenemos qué hablar, Del agua hiciste vino y de la piedra pan, Resucitaste a Lázaro, porque fue tu voluntad, A los judíos te dejaste prender, donde dicen monte Calvario Te pusieron en cruz, por nombre en Golgotá, Dos ladrones contigo, éstos de sendas partes, El uno es en paraíso, porque el otro no entró allá, Estando en la cruz virtud hiciste muy grande, Longinos era ciego, que nunca se vio jamás, Te dio con la lanza en el costado, donde salió la sangre, Corrió la sangre por el astil abajo, las manos se las tuvo que untar, Las alzó arriba, las elevó a la faz, Abrió sus ojos, miró a todas partes, En ti creyó entonces, por ende es salvado de mal. En el monumento resucitaste y fuiste a los infiernos, Como fue tu voluntad, Quebrantaste las puertas y sacaste los padres santos. Tú eres rey de los reyes y de todo el mundo padre, A ti te adoro y creo de toda voluntad, Y ruego a San Pedro que me ayude a rogar Por mi Cid el Campeador, que Dios le cure de mal, Cuando hoy nos partamos, en vida haznos juntar.– |